# Michael Valkanis
Mihalis "Michael" Valkanis (Melbourne, Australia, 23 de agosto de 1974) es un exjugador y entrenador de fútbol australiano. Actualmente está sin club.

## Carrera como jugador
Valkanis comenzó su carrera en South Melbourne a los seis años y debutó como futbolista profesional en 1993.Posteriormente, se marchó a Grecia para jugar en el Iraklis y más tarde en el Larissa, donde jugó durante cinco temporadas y disputó 102 partidos internacionales.Luego de jugar en el Agios Nikolaos, volvió a su país de origen para jugar en el Adelaide City y el Adelaide United.
En agosto de 2006, hizo su debut internacional con la selección de Australia en un partido de clasificación para la Copa Asiática 2007 contra Kuwait donde los australianos ganaron por 2-0.
A mediados de 2007, Valkanis fue nombrado capitán del Adelaide United, en sustitución de Angelo Costanzo.En diciembre de 2008, anunció su intención de retirarse al final de la temporada 2008-09 de la A-League.El 9 de enero de 2009, disputó un partido de homenaje contra Newcastle United Jets donde reemplazó a Daniel Mullen en la segunda mitad en la victoria final por 2-0.

## Carrera como entrenador
Tras la renuncia del entrenador del Adelaide United, John Kosmina, el 28 de enero de 2013, Valkanis fue nombrado técnico interino para el resto de la temporada.Bajo su dirección, el club logró terminar la temporada de la A-League en el cuarto puesto, clasificándose así para las finales donde quedó eliminado en la primera ronda por el Brisbane Roar.
Luego de un paso por el Enfield City, trabajó en el Melbourne City como asistente técnico de John van 't Schip.En enero de 2017, asumió al frente del primer equipo como entrenador interino hasta el final de la temporada.
En 2018, volvió a ser asistente técnico de van 't Schip en el PEC Zwolle y, al cabo de seis meses, se convirtió en entrenador de alto rendimiento de la academia de fútbol del club.Un año más tarde, acompañó al neerlandés en su experiencia en la selección de Grecia hasta el otoño europeo de 2021.
El 1 de enero de 2022, se incorporó al cuerpo técnico del K.A.S. Eupen.En febrero de 2022, asumió al frente del primer equipo hasta el final de la temporada luego del despido de Stefan Krämer.El 14 de abril, se comunicó su decisión final de dejar su cargo después del 30 de junio.
En junio de 2023, fue anunciado como entrenador del Hapoel Tel Aviv. Sin embargo, el 30 de octubre comunicó su decisión de renunciar a su puesto para ser el asistente técnico de John van 't Schip en el Ajax y se mantuvo allí hasta el final de la temporada.
El 8 de julio de 2024, asumió al frente del Adana Demirspor y firmó un contrato por dos temporadas.No obstante, en septiembre del mismo año, fue relevado de sus funciones luego de un mal comienzo en la Superliga.

## Clubes

### Como jugador
| Club                      | País      | Año       |
| ------------------------- | --------- | --------- |
| South Melbourne           | Australia | 1993-1996 |
| Iraklis                   | Grecia    | 1996      |
| Larissa                   | Grecia    | 1996-2001 |
| Agios Nikolaos            | Grecia    | 2001-2002 |
| Adelaide City             | Australia | 2002-2003 |
| Adelaide United           | Australia | 2003-2009 |
| Adelaide Olympic (cedido) | Australia | 2004      |

### Como entrenador
| Club            | País      | Año  |
| --------------- | --------- | ---- |
| Adelaide United | Australia | 2013 |
| Enfield City    | Australia | 2013 |
| Melbourne City  | Australia | 2017 |
| K.A.S. Eupen    | Bélgica   | 2022 |
| Hapoel Tel Aviv | Israel    | 2023 |
| Adana Demirspor | Turquía   | 2024 |

## Palmarés

### Como jugador

#### Campeonatos nacionales
| Título   | Club            | País      | Año     |
| -------- | --------------- | --------- | ------- |
| A-League | Adelaide United | Australia | 2005-06 |